# Eupithecia semicaesia
Eupithecia semicaesia är en fjärilsart som beskrevs av W. Warren 1900. Eupithecia semicaesia ingår i släktet Eupithecia och familjen mätare. Inga underarter finns listade i Catalogue of Life.